# 奧列克西伊夫卡 (戈洛瓦尼夫西克區)
48°15′6″N 30°28′33″E / 48.25167°N 30.47583°E
奧列克西伊夫卡（烏克蘭語：Олексіївка）是烏克蘭中部的村莊，隸屬基洛夫格勒州的霍洛瓦尼夫斯克區。該村面積1.09平方公里，海拔高度138米，2001年人口48，人口密度每平方公里44.1人。